# Timothy O. Howe
Timothy O. Howe (Livermore, 1816. február 24. – Kenosha, 1883. március 25.) az Amerikai Egyesült Államok szenátora (Wisconsin, 1861–1879).